# メリッサ・モリソン
メリッサ・モリソン（Melissa Morrison-Howard、1971年7月9日 - ）は、アメリカ合衆国ノースカロライナ州ムーアズビル出身の陸上選手である。専門は主として100メートルハードル。2000年シドニーオリンピックと、2004年アテネオリンピックで、それぞれ100mハードルの銅メダルを獲得した。アテネオリンピックでは自己ベストも更新した。また、2003年世界室内陸上選手権でも、60mハードルで3位に入った。

## 自己ベスト
| 記録日        | 種目  | 記録地                                     | タイム |
| ------------- | ----- | ------------------------------------------ | ------ |
| 2001年3月17日 | 100m  | アメリカ合衆国フロリダ州コーラルゲーブルズ | 11秒59 |
| 2002年4月12日 | 200m  | アメリカ合衆国テネシー州ノックスビル       | 23秒98 |
| 2004年8月23日 | 100mH | ギリシャ・アテネ                           | 12秒53 |

## 主な成績
| 年     | 大会名                                     | 開催地                             | 順位     | 種目         |
| ------ | ------------------------------------------ | ---------------------------------- | -------- | ------------ |
| 1997年 | 世界室内陸上選手権                         | フランス・パリ                     | 5位      | 60mハードル  |
| 1997年 | 全米陸上選手権                             | インディアナ州・インディアナポリス | 1位      | 100mハードル |
| 1998年 | IAAFゴールデンリーグ/ グランプリファイナル | ロシア・モスクワ                   | 2位      | 100mハードル |
| 1998年 | 全米室内陸上選手権                         |                                    | 1位      | 60mハードル  |
| 1999年 | 世界室内陸上選手権                         | 前橋市                             | 6位      | 60mハードル  |
| 2000年 | シドニーオリンピック                       | オーストラリア・シドニー           | 銅メダル | 100mハードル |
| 2000年 | IAAFグランプリファイナル                   | カタール・ドーハ                   | 4位      | 100mハードル |
| 2002年 | IAAFグランプリファイナル                   | フランス・パリ                     | 7位      | 100mハードル |
| 2003年 | 世界室内陸上選手権                         | アメリカ合衆国・バーミングハム     | 3位      | 60mハードル  |
| 2003年 | IAAFワールドアスレチックファイナル         | モナコ                             | 6位      | 100mハードル |
| 2004年 | アテネオリンピック                         | ギリシャ・アテネ                   | 銅メダル | 100mハードル |